# نواف التل
نواف وصفي بن سعيد بن مصطفى وهبي التل (مواليد 19 آذار 1974 في عمان) قانوني وسياسي أردني شغل منصب وزير دولة لشؤون المتابعة والتنسيق الحكومي في حكومة بشر الخصاونة منذ 12 تشرين الأول 2020 إلى 27 تشرين الأول 2022.
حاصل على بكالوريوس حقوق عام 1995 من الجامعة الأردنية وماجستير قانون دولي عام 1997 ودكتوراه في العلوم السياسية عام 2002 من جامعة إكستر.
هو حفيد الشاعر مصطفى وهبي التل وابن السياسي سعيد التل وابن أخ رئيس الوزراء الأسيق وصفي التل والقائد العسكري عبد الله التل.
عمل باحثاً في مركز الدراسات الاستراتيجية في الجامعة الأردنية بين عامي 2002 و 2007، ومدير مكتب تنسيق المفاوضات في وزارة الخارجية بين عامي 2007 و 2008، ورئيس مركز الدراسات الاستراتيجية في الجامعة الأردنية بين عامي 2008 و 2011، والمستشار الخاص لوزير الخارجية ومدير تخطيط السياسات بين عامي 2011 و 2018، وسفيرا للأردن فوق العادة ومفوضا لدى هولندا وسفيرا غير مقيم لدى جمهورية إستونيا ولاتفيا بين عامي 2018 و 2020.